# フェルディナント・フライリヒラート

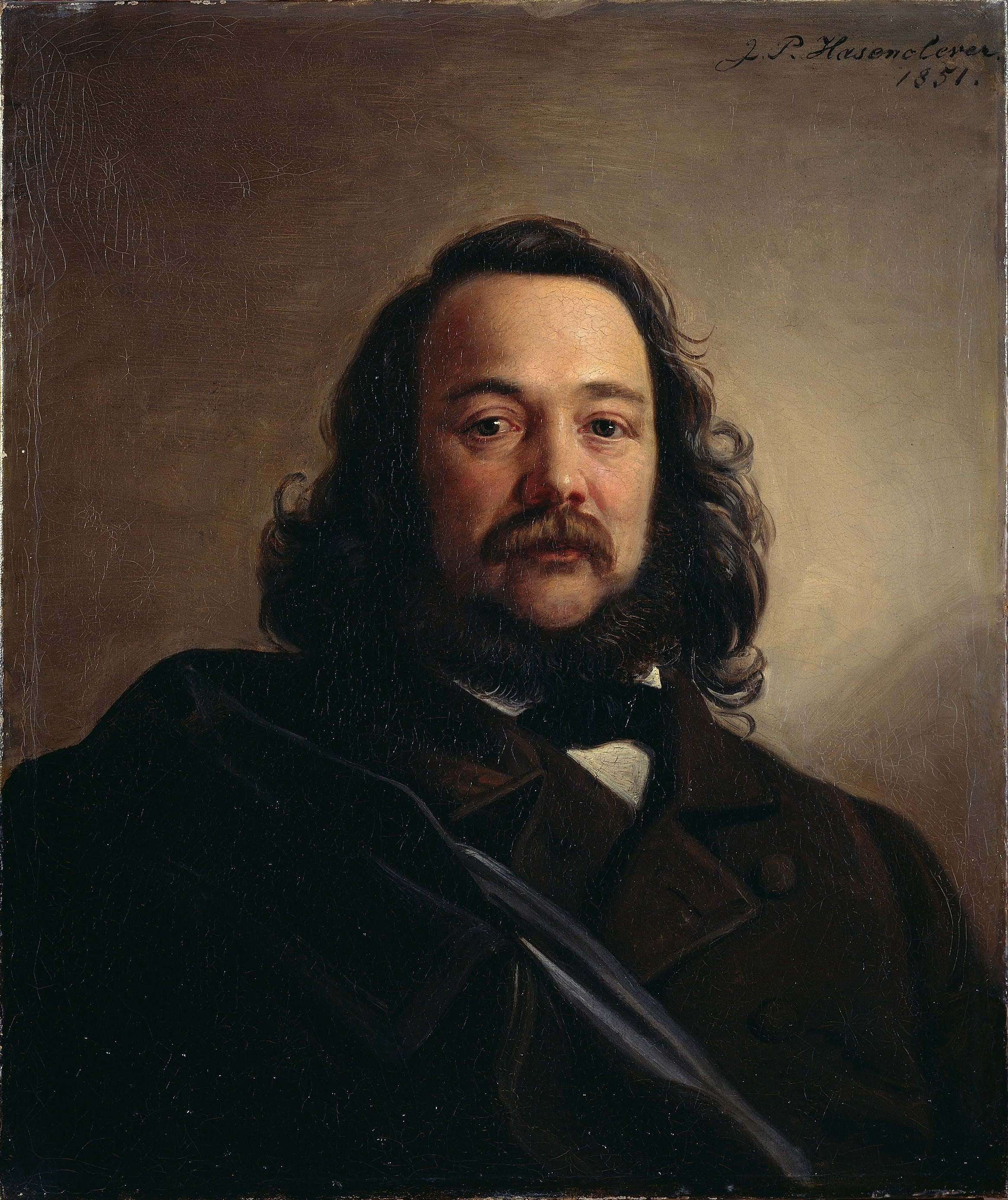
F・フライリヒラート

フェルディナント・フライリヒラート（Ferdinand Freiligrath、1810年6月17日－1876年3月18日）は、ドイツの詩人・翻訳家。   

## 生涯
ヴェストファーレンのデトモルトに生まれる。父は市の高等小学校に勤めていた。7歳の時、母を病気で失う。16歳の時にギムナジウムを中途退学し、ゾーストという田舎町にある親戚の店に見習奉公に出される。仕事の合間に英語やフランス語、幾何や代数を学習し、ミルトンの『失楽園』やゴールドスミスの『ウェークフィールドの牧師』などを原語で読む。19歳で父を亡くした頃、最も広く知られることとなった詩「愛しうる限り愛せよ　O lieb, solang du lieben kannst」がつくられた。1832年にアムステルダムに移り、両替商の通信係として務める。近代フランスの作家に親しみ、ラマルティーヌ、オノレ・ド・バルザック、ヴィクトル・ユーゴーの思想や表現を作品に取り入れるようになる。1833年12月から、シャミッソーが編集していた『ドイツ年鑑詩集　Der deutsche Musenalmanach』やコッタ社の『モルゲンブラット　Morgenblatt』のような文芸誌に自分の詩を発表し、注目を浴びるようになる。一時ゾーストにもどり、1838年バルメンの商会に勤め始め、それと同時に最初の詩集が出版され、カール・インマーマンのサークルと交わり、著作家として生きる決意をかためた。1839年にヴェストファーレンやライン河畔の地方を旅行し、1841年に結婚しダルムシュタット、ついでザンクト・ゴアールに移り住んだ。1842年にはアメリカ詩人のロングフェローが彼の新居を訪問し、生涯の友となる。
1843年初めの『ライン新聞』の禁止や『ドイツ年報誌』への弾圧は、フライリヒラートにドイツの自由が失われつつあると気づかせ、政治に傾斜した詩を書き始める。1844年8月、新しい詩集『信念の告白　Glaubenbekenntnis』が出版され、その詩集が表明している民主主義思想への弾圧を予期し、妻を連れてベルギーへ脱出する。ブラッセルでやはり亡命していたカール・マルクスと出会い、交友のきっかけをつくる。1845年にスイスのマイエンブルクへ移り、自作の詩（O lieb,solang du liebenkannst）に曲をつけてくれたフランツ・リストの訪問を受けている。アメリカ詩人のバイヤード・テーラーがやってきたのもこの頃である。その年の秋にホッティンゲンへ居を移り、ゴットフリート・ケラーを知る。ユーゴーやフェリシア・ヒーマンズ、テニソン、ロバート・サウジーの詩を翻訳したのもスイス時代である。
1846年夏、ロンドンへ渡り貧困に苦しむあまり、アメリカ移住まで考えた。1848年2月からフランス・ドイツで革命が起こるとフライリヒラートはその進展を熱心に見守り、5月にはライン州デュッセルドルフへ行き、共和制とドイツ統一のアジテーターとして活動する。パンフレットに印刷され配布された彼の詩が、8月には革命煽動罪として司法当局によって告発され、10月の陪審裁判で無罪釈放となり、彼はライン地方で政治詩人・民主主義者として名が知れわたる。その月の下旬に『新ライン新聞』が創刊され、マルクスやエンゲルスとともに編集責任者の一人となり、詩を寄稿している。しかし翌年の5月17日には新聞はプロイセン政府の弾圧のもと廃刊を余儀なくされ、フライリヒラートは1851年5月にはふたたびロンドンに亡命する。
イギリスでは詩の編集や翻訳、ドイツ語新聞への寄稿、輸入商の事務員などで生計を立て、政治活動からは離れていく。1855年頃にアメリカのウォルト・ホイットマンに注目し、紹介に努めるとともに独訳も進めている。1861年にプロイセン国王による大赦令が出て、フライリヒラートは1868年に帰国し、シュトゥットガルトに住む。詩作とロバート・バーンズなどの独訳に専念し、ネッカー河畔のカンシュタットに没する。66歳没。

## 作品集
- " Die Auswanderer " (1832年)
- " Gedichte " (1838年)
- " Aus Spanien " (1841年)
- " Ein Glaubensbekenntniß Zeitgedichte " (1844年)
- " Deutsches Bürgerbuch " (共著 1844年)
- " Ça ira " (1846年)
- " Die Todten an die Lebenden "(1848年)
- " Neue Gedichte "(1871年)

## フライヒラートの詩による音楽作品
- カール・レーヴェ:『オイゲン公』作品92、『3つのバラード』作品97（奴隷として売られたアフリカの王の悲劇を取り上げている）
- ローベルト・フランツ:作品1-2、作品10-3
- ロベルト・シューマン:『ミルテの花』作品25から「ヴェネツィアの歌I」、「ヴェネツィアの歌II」
- フェリックス・メンデルスゾーン:二重唱『民謡』作品63-5、『ヴェネツィアのゴンドラの歌』作品57-5
- フランツ・リスト:『おお、愛しうる限り愛せよ』、『そして我らは死者を思った』